# إدوارد راسل ديوي
إدوارد راسل ديوي (1895–1978) كان خبير اقتصادي درس الدورات في عدة مجالات أهمها الدورات الاقتصادية.

## دورات ديوي
أصبح ديوي مهتماً بالدورات لأول مرة عندما كان في منصب كبير المحللين الاقتصاديين في وزارة التجارة في عام 1930 أو 1931 ولأن الرئيس هوفر أراد معرفة سبب الكساد الكبير. أفاد ديوي أن كل خبير اقتصادي تحدث إلى الرئيس قدم له إجابة مختلفة وبدأ الرئيس يفقد الثقة في الأساليب الاقتصادية المستخدمة في تلك الفترة. عندها تلقى ديوي طلب لدراسة الوضع الاقتصادي وإيجاد الحلول المناسبة لهذه المشكلة. عندها بدأ بدراسة سلوك الدورات التجارية و الإقتصادية بعيداً سبب حدوثها.
بشكل عام تعتبر نظريات ديوي في الدورات الاقتصادية غير متسقة مع وجهات النظر في الاقتصاد السائد. 
كرس ديوي حياته لدراسة الدورات الاقتصادية، لاحقاً ادعى أن " كل ما قام بدراسته يحتوي على دورات." ثم أجرى دراسات مستفيضة عن الدورات في الاقتصاد والجيولوجيا وعلم الأحياء وعلم الاجتماع و مجلات اخرى.
في عام 1931 علم إدوارد ديوي عن انعقاد مؤتمر في كندا حول الدورات البيولوجية في ماتاميك. عندها و بتوجيه من ديوي وقائد المؤتمر حينها كوبلي أموري، بإعادة تنظيم اللجنة الدائمة للمؤتمر لتصبح بعد ذلك مؤسسة لدراسة الدورات في العام 1941. لاحقاً  توسيع نطاق الموسسة ليشمل جميع التخصصات. تم إنشاء المؤسسة مع مجلس يضم علماء وصناعيين متميزين في عدة مجالات لتكون بمثابة مركز مقاصة مركزية لدراسة الدورات من مختلف المجالات. 
أجرت المؤسسة دراسات في العلوم الطبيعية والاجتماعية وكذلك الأعمال والاقتصاد، وتم ابتكار طرق جديدة لعزل الدورات المهمة الموجودة في الدورات الزمنية. نُشرت بعض الدراسات في مجلة تسمى Cycles من يونيو 1950، ونشرت المؤسسة أيضاً مجموعة من أربعة مجلدات من التقارير عن الدورات بما في ذلك بعض كتابات ديوي المختارة عن الدورات المسماة "Cycles Classic Library Collection". جنبا إلى جنب مع المؤلف Og Mandino، نشر ديوي كتابًا عن الدورات بعنوان (الدورات: القوى الغامضة التي تطلق الأحداث.). ونتيجة لأبحاثه أكد ديوي أن الدورات الزمنية «الوهمية» أو التي لا علاقة لها بالدورات الزمنية حيث انها كانت على ما يبدو لها فترات و دورات مشابهة في كثير من الأحيان للدورات الزمنية وأن مرحلة هذه الدورات كانت في الغالب متشابهة جداً (تزامن الدوره). وذكر أيضاً ان هناك العديد من الدورات ذات الفترات المرتبطة بصلاحيات أو منتجات من دورتين وثلاث دورات. كما هو موضح في الجدول أدناه. لإنشاء هذا الجدول بدءًا من الفترة 17.75 سنة، اضرب بثلاثة وأنت تتقدم على طول الأقطار من أسفل اليسار إلى أعلى اليمين، واضرب في اثنين وأنت تتقدم على طول الأقطار من أسفل اليمين إلى أعلى اليسار. أفاد ديوي أن الأرقام التي تحت الخط هي فترات تحدث بشكل شائع (بالسنوات):
```
142.0  213.9  319.5  479.3
-----
    71.0  106.5  159.8
          -----
        35.5   53.3
        ----   ----
           17.75
           -----
         5.92   8.88
         ----   ----
    1.97    2.96   4.44
    ----    ----   ----
  0.66   0.99   1.48   2.22
  ----   ----   ----
0.22  0.33  0.49   0.74  1.11
      ----  ----   ----  ----
```

يحتوي المجلد الرابع من مجموعة Cycles Classic Library Collection على 1380 تقريراً عن تحديد فترات الدورات من قبل العلماء والأطباء والاقتصاديين والباحثين عن الدورات الزمنية. في هذه التقارير ستجد ان هناك ميولاً للإبلاغ عن فترات معينة من الدورات بشكل أكثر شيوعاً. تشمل هذه الفترات الشائعة الفترات التي تحتها خط أعلاه وبعض الفترات الأخرى مثل 9.6 سنوات، الموجودة في دورة 9.6 سنوات من دورة الوشق و 3.39 سنة (40.68 شهرًا)، الموجودة في سوق الأسهم الأمريكية، والتي يقول ديوي إنها الفترة الأكثر شيوعًا.. قال ديوي كذلك:
تم العثور على أكثر من 500 ظاهرة مختلفة في 36 مجالًا مختلفًا من المعرفة تتقلب في الدورات الإيقاعية. 

## نقد

### الدورات: علم التنبؤ
في عام 1947، نشر ديوي وإدوين فراندين ديكين كتابهما Cycles: The Science of Prediction (الدورات: علم التنبؤ) الذي ناقش بأن اقتصاد الولايات المتحدة كان مدفوعاً بأربع دورات مختلفة الطول. كتب روبرت جيل وولبرت أنهم «يقدمون إحصائيات مثيرة للاهتمام حول تأثير الاتجاهات الدورية في الظواهر الصناعية والبيولوجية والشمسية.»  رفض ميلتون فريدمان نظريتهم باعتبارها علمًا زائفًا وقال: 
[ Cycles: The Science of Prediction ] ليس كتابًا علميًا: فالأدلة الكامنة وراء الاستنتاجات المذكورة لم تقدم بالكامل؛ لم يتم تحديد البيانات المصورة بحيث يمكن لشخص آخر إعادة إنتاجها؛ لا يتم وصف التقنيات المستخدمة بالتفصيل في أي مكان. [... ] أقرب نظير لها هو الإعلان الحديث عالي القوة - هنا بطول الكتاب ومصمم لبيع منتج مقصور على فئة معينة ومن المفترض أنه علمي. مثل معظم الإعلانات الحديثة، يسعى الكتاب إلى بيع منتجه من خلال تقديم ادعاءات مبالغ فيها [...]، وإظهاره بالاقتران مع أشياء أخرى قيّمة لا علاقة لها به في الواقع [...]، مع الاحتفاظ الصمت بتكتم بشأن الهزائم أو ذكرها في أكثر صورها غموضًا [...]، والاستشهاد بالسلطات التي تفكر بشدة في المنتج.
طرح جوزيف شومبيتر أيضًا فكرة أن هناك أربع دورات اقتصادية: كيتشين وجوغلار وكوزنتس وكوندراتيف .

### دورات العمل
يصف جون بروكس موقف ديوي من دورة الأعمال: 
سألت ديوي عما إذا كانت الدورات التي كان مهتماً بها لها أي علاقة بدورة الأعمال التي يتحدث عنها الاقتصاديون دائماً؟ أجاب لا علاقة لها على الإطلاق. على الرغم من أن العديد من الدورات التي تجريها الدراسات التأسيسية تحدث في الاقتصاد وشؤون الأعمال، إلى ان ما يسمى بدورة الأعمال المتكررة ولكنها لا تكون متزامنة - أي أن قممها وقيعانها لا تحدث بالضرورة على فترات منتظمة وهكذا، من وجهة نظر المؤسسة، إنها ليست دورة حقيقية.
موراي روثبارد انتقد نهج شومبيتر وديوي في الإنسان والاقتصاد والدولة: 
يجب وضع أي نهج «متعدد الحلقات» على أنه تبني صوفي لمغالطة الواقعية المفاهيمية. ليس هناك حقيقة أو معنى لمجموعات «الدورات» المستقلة المزعومة. السوق هو وحدة واحدة مترابطة، وكلما كان أكثر تطوراً، زادت العلاقات المتبادلة بين عناصر السوق. لذلك من المستحيل أن تتعايش عدة دورات مستقلة كوحدات قائمة بذاتها. إنها بالضبط سمة دورة الأعمال التي تتخلل جميع أنشطة السوق.
وفي الكساد العظيم في أمريكا: 
يعتقد بعض الاقتصاديين - مثل وارن وبيرسون أو ديوي وداكين  - أنه لا توجد أشياء مثل تقلبات الأعمال العامة - وأن الحركات العامة ليست سوى نتائج دورات مختلفة تحدث، في أطوال زمنية محددة مختلفة، في مختلف الأنشطة الاقتصادية. إلى الحد الذي يمكن أن توجد فيه مثل هذه الدورات المتغيرة (مثل «دورة البناء» التي تبلغ مدتها 20 عامًا أو دورة الزيز لمدة سبعة عشر عامًا)، فإنها لا تمت بصلة لدراسة دورات الأعمال بشكل عام أو بالكساد الاقتصادي و  التجاري على وجه الخصوص. ما نحاول تفسيره هو فترات ازدهار وكساد عامة في الأعمال.

## مؤسسة دراسة الدورات
مؤسسة دراسة الدورات (FSC) هي منظمة بحثية دولية غير ربحية لدراسة دورات الأحداث.
تم تأسيسها في ولاية كونيتيكت من قبل إدوارد ر. ديوي في عام 1941 وهو حاليا تحت إشراف الدكتور. ريتشارد سميث
- Dewey, Edward R.؛ Dakin, Edwin Franden (1947). Cycles, the Science of Prediction. New York: H. Holt and Company. LCCN:47001975.
- Dewey, Edward R. (1970). Cycles; selected writings. Pittsburgh: Foundation for the Study of Cycles. 73016987.
- Dewey, Edward R. (1987). Cycles Classic Library Collection (4 volumes). Foundation for the Study of Cycles.

## قراءة المزيد
- Tromp, Solco W. (1978). "In memoriam Professor Edward R. Dewey 1895–1978". International Journal of Biometeorology. ج. 22 ع. 3: 161–162. Bibcode:1978IJBm...22..161T. DOI:10.1007/BF01555394. on-line abstract from Springer-Verlag.
- Burns, John T. (1994). Cycles in Humans and Nature, An Annotated Bibliography. Magill. ISBN:978-0-8108-2831-5. مؤرشف من الأصل في 2022-02-09.